# Wahlkreis Dresden 4 (1994–1999)
Der Wahlkreis  Dresden 4 war ein Landtagswahlkreis zu den sächsischen Landtagswahlen 1994 und 1999. Er hatte die Wahlkreisnummer 45. Das Wahlkreisgebiet umfasste 1994 die Dresdener Ortsämter Leuben ohne Dobritz-Süd, Prohlis ohne die Stadtteile Leubnitz-Neuostra, Strehlen und  Reick sowie das Ortsamt Loschwitz. Zur Landtagswahl 1999 kam noch die Gemeinde Bannewitz des damaligen Weißeritzkreises hinzu.

## Wahl 1999
Die Landtagswahl 1999 fand am 19. September 1999 statt und hatte für den Wahlkreis Dresden 4 folgendes Ergebnis.
| Direktkandidat     | Partei          | Erststimmen in % | Zweitstimmen in % |
| ------------------ | --------------- | ---------------- | ----------------- |
| Erich Iltgen       | CDU             | 55,2             | 57,6              |
| Albrecht Leonhardt | SPD             | 11,4             | 08,2              |
| Katja Kipping      | PDS             | 22,4             | 22,6              |
| Klaus Gaber        | GRÜNE           | 06,4             | 05,0              |
| Hans-Georg Menzer  | F.D.P.          | 00,9             | 00,8              |
|                    | BüSo            |                  | 00,2              |
|                    | DSU             |                  | 00,3              |
| Karin Ulrike Lenk  | GRAUE           | 01,4             | 00,6              |
| Ottokar Schimkat   | REP             | 01,9             | 01,1              |
| -                  | FP Deutschlands | -                | 00,0              |
| -                  | pro DM          | -                | 02,1              |
| -                  | KPD             | -                | 00,1              |
|                    | NPD             |                  | 00,9              |
|                    | Forum           |                  | 00,2              |
| -                  | PBC             | -                | 00,2              |

Es waren 72.338 Personen wahlberechtigt. Die Wahlbeteiligung lag bei 67,1 %. Von den abgegebenen Stimmen waren 1,2 % ungültig. Als Direktkandidat wurde Erich Iltgen (CDU) gewählt. Er erreichte 55,2 % aller gültigen Stimmen.

## Wahl 1994
Die Landtagswahl 1994 fand am 11. September 1994 statt und hatte folgendes Ergebnis für den Wahlkreis Dresden 4:
| Direktkandidat    | Partei | Erststimmen in % | Zweitstimmen in % |
| ----------------- | ------ | ---------------- | ----------------- |
| Erich Iltgen      | CDU    | 55,7             | 56,1              |
| Karin Thiele      | SPD    | 24,6             | 12,3              |
| Hans-Georg Menzer | F.D.P. | 03,7             | 01,7              |
| Marion Helwig     | GRÜNE  | 16,1             | 06,5              |
|                   | DSU    |                  | 00,5              |
|                   | REP    |                  | 01,1              |
|                   | Forum  | -                | 00,8              |
|                   | PDS    |                  | 20,4              |
|                   | SPS    | -                | 00,5              |

Es waren 67.977 Personen wahlberechtigt. Die Wahlbeteiligung lag bei 62,4 %. Von den abgegebenen Stimmen waren 1,5 % ungültig. Als Direktkandidat wurde Erich Iltgen (CDU) gewählt. Er erreichte 55,7 % aller gültigen Stimmen.